# 1864 год в истории железнодорожного транспорта
1864 год в истории железнодорожного транспорта

## События
- На острове Шри-Ланка построена первая железнодорожная линия близ города Коломбо.[1]
- На острове Ява проложена первая железнодорожная ветка близ города Семаранг.[1]Первая «Кукушка»

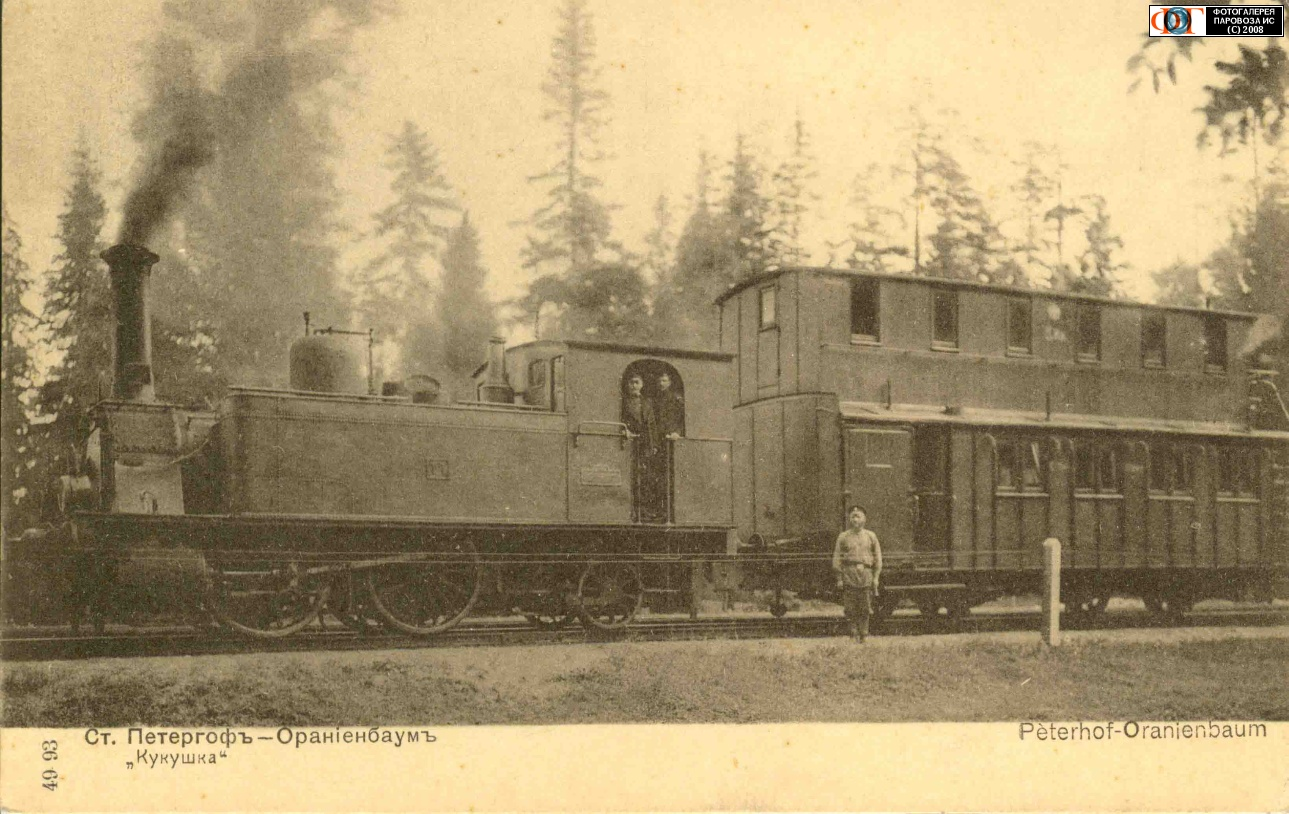
Первая «Кукушка»

- В России появилась первая «Кукушка» — этим именем петербургские дачники окрестили нештатный поезд местного сообщения, пущенный на линии Петергоф-Ораниенбаум.
- В августе в Уэльсе близ Портмадога открылась линия Кройсорского трамвая.

## Персоны

### Родились
- 6 марта Кригер-Войновский Эдуард Брониславович — российский государственный деятель, инженер. В 1916 году — управляющий министерством путей сообщения.